# Piotr Adam Bąk
Piotr Adam Bąk (ur. 14 stycznia 1980 w Warszawie) – polski polityk, logistyk, samorządowiec, od 2024 prezydent Pruszkowa.

## Życiorys
Absolwent Politechniki Warszawskiej, zdobył tytułu magistra inżyniera na Wydziale Transportu  uczelni ze specjalizacją Logistyka Transportu Kolejowego. Był zatrudniony w CTL Logistics na stanowisku analityka operacyjno-biznesowego i pełnił funkcję asystenta Dyrektora Pionu, sprawując nadzór nad 9 spółkami tej grupy. Pracował również jako menadżer w NBE RAIL GmbH.
Od 2011 pracował w Urzędzie Miejskim w Piastowie. W 2018 Został wybrany do rady miejskiej Pruszkowa oraz bezskutecznie kandydował na urząd prezydenta tego miasta. 
W wyborach samorządowych w 2024 roku ponownie wystartował na prezydenta miasta z ramienia Koalicji Obywatelskiej. W I turze uzyskał 24,02% głosów, kwalifikując się do drugiej tury; został także wybrany radnym Pruszkowa. W II turze zwyciężył z Pawłem Makuchem, uzyskując 51,29% poparcia.